# Vardimissa
Diocese de Vardimissa (Dioecesis Vardimissensis) é uma diocese histórica, sendo atualmente uma sé titular.
É uma antiga diocese da África Setentrional.

## Bispos titulares
| Período           | Titular                              | Função                                       | País                 |
| ----------------- | ------------------------------------ | -------------------------------------------- | -------------------- |
| 2006 — atualidade | Dom Mosè Marcia                      | Bispo auxiliar de Cagliari                   | Itália               |
| 2000 — 2006       | Dom Diómedes Antonio Espinal de León | Bispo auxiliar de Santiago de los Caballeros | República Dominicana |
| 1989 — 1991       | Dom Ivan Martyniak                   | Bispo auxiliar de Przemyśl (Ucranianos)      | Polônia              |
| 1979 — 1989       | Dom Alfredo Ernest Novak, CSSR       | Bispo auxiliar de São Paulo                  | Brasil               |
| 1975 — 1978       | Dom Alano Maria Pena, OP             | Bispo auxiliar de Belém                      | Brasil               |
| 1969 — 1970       | Dom Bruno-Augustin Hippel, SAC       | Bispo emérito de Oudtshoorn                  | África do Sul        |
| 1967              | Dom José Freire Falcão               | Bispo coadjutor Limoeiro do Norte            | Brasil               |